# Тэмпо
Тэмпо или Тэнхо (яп. 天保 тэмпо:, небесная имперская защита) — девиз правления (нэнго) японского императора Нинко, использовавшийся с 1830 по 1844 год.
Эру Тэмпо часто характеризуют как начало конца сёгуната Токугава. Несмотря на значительные успехи реформ тех лет, провалы были не менее значительны. Недовольство властями часто было вызвано не по их вине: в примеру, причиной продолжительных бедствий стал неурожай 1833 года, повлекший за собой голод годов Тэмпо. Рост цен на продовольствие спровоцировал лавину народного неповиновения, в том числе и восстание Осио Хэйхатиро, который интерпретировал тяжелые погодные условие как знак небес, недовольных действующей властью. Реформы Мидзуно Тадакуни были призваны преодолеть экономические трудности, но не смогли спасти сёгунат от разложения.
Во главе самурайского правительства тогда стоял 12-й сёгун Токугава Иэёси, правивший с 1837 по 1853 годы. Многочисленные природные и социальные катаклизмы вызвали упадок его жизненных сил.

## Продолжительность
Начало и конец эры:
- 10-й день 12-й луны 13-го года Бунсэй (по григорианскому календарю — 23 января 1831);
- 2-й день 12-й луны 15-го года Тэмпо (по григорианскому календарю — 9 января 1845).

## Происхождение
Название нэнго было заимствовано из следующего отрывка классического древнекитайского сочинения Шу цзин:

«Уважать и почитать путь небес. Вечно удерживать небесный мандат»
Оригинальный текст (кит.)欽崇天道、永保天命

## События

### Голод годов Тэмпо
Великий голод годов Тэмпо, бушевавший в 1830-е годы, был вызван резким снижением температуры и гибелью посевов. В этих условиях цены на продовольствие начали расти. В частности, рост цен на рис заставил многих японцев поедать «листья, сорняки и даже соломенные плащи». Голод привёл к смерти почти миллиона человек. Смертность на селе на Северо-Востоке достигала 37 человек на тысячу жителей, а в городе Такаяма — 45 чел/тыс жителей. Голод ударил и по самурайскому сословию, чьи доходы заметно сократились. Стали распространяться болезни — чума, оспа, корь и грипп.

### Восстания

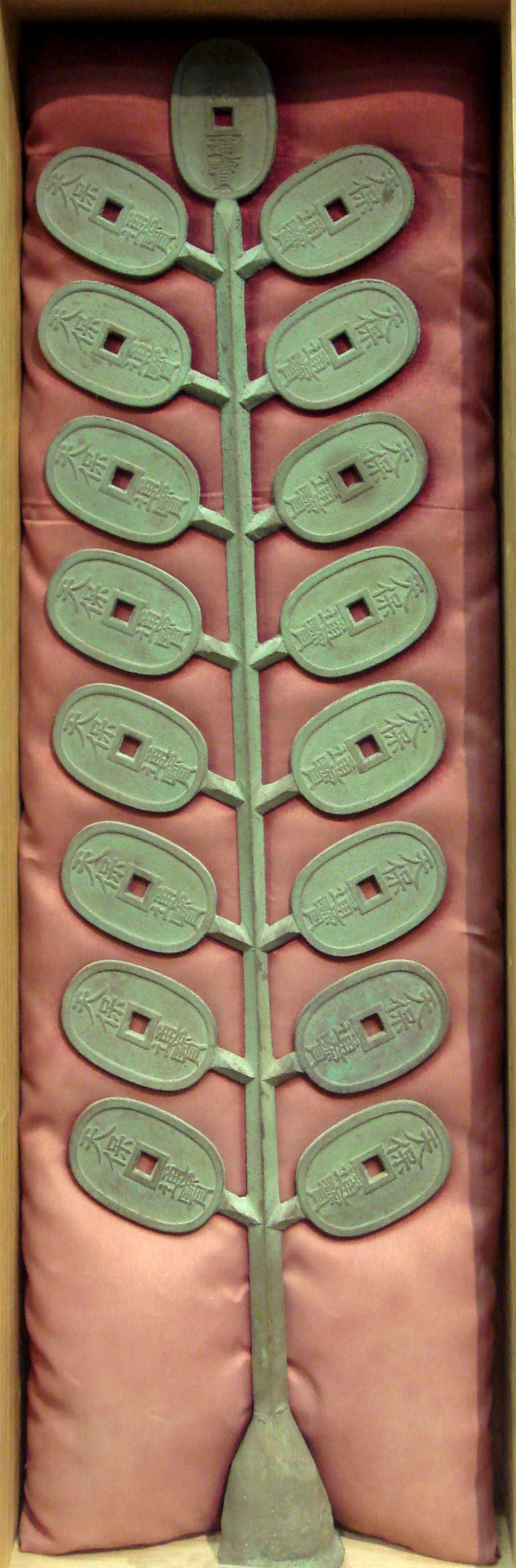
Монеты годов Тэмпо

Восстание Осио Хэйхатиро стало одним из проявлений народного гнева. Его руководитель, Осио Хэйхатиро, бывший полицейский инспектор, получил прозвище «всемирный спаситель» (ёнаоси даймёдзин) за желание восстановить справедливость. Хэйхатиро и около 300 последователей, в том числе бедные горожане и крестьяне из разных деревень, подожгли пятую часть города Осака. Восстание было подавлено в короткие сроки, а сам Хэйхатиро покончил жизнь самоубийством.
Во главе ещё одного восстания тех лет стоял Икута Ёродзо (1801—1837), преподававший в школе для крестьянских детей. Столкнувшись с отсутствием помощи со стороны чиновников во времена голода, Икута собрал группу крестьян и поднял бунт против бюрократов. Восстание было также подавлено.

### Школа Тэкидзюку
В 1838 году врач Огата Коан основал в Осаке школу Тэкидзюку, основной целью которой было изучение медицины и рангаку («голландских наук»), особенно нидерландского языка. В школе поощрялась конкуренция между учениками, иногда переходившая в жесткую форму. Например, известен случай драки на мечах между студентами, на которую Огата никак не отреагировал, полагая подобное времяпрепровождение безвредным.

### Происшествие с «Моррисоном»
В 1837 году, после спасения нескольких японских моряков, американский торговый корабль «Моррисон» попытался войти в японские воды и навязать благодаря этому свершению свои условия торговли. Однако в Японии на тот момент действовал «Закон о запрете иностранных судов» (яп. 異国船打払令 икокусэн утихарайрэй), и американское судно было отогнано огнем японской береговой артиллерии.

### Реформы годов Тэмпо
Экономические реформы Мидзуно Тадакуни касались прежде всего налоговой политики в условиях голода. Кроме того, они были призваны вернуть самураев к традиционному образованию и военному искусству. Для всех слоёв населения была усилена регламентация. Торговые отношения были нарушены. Однако цены на ряд товаров стали ползти вниз. В целом это были «реформы на поддержание нравственности, поощрение бережливости и экономии, денежное реформирование, принудительные займы у богатых купеческих домов и списание долгов самураев». Попытка преобразований провалилась, но все же она рассматривается как предтеча японской модернизации XIX века.

### Календарная реформа
Японский математик Койдэ Тюдзиро (яп. 小出 長十郎), переведший на японский труды Жерома Лаланда, безуспешно пытался доказать научному сообществу Японии превосходство европейской системы летосчисления. Тем не менее, под влиянием его работ в 1842—1844 была предпринята реформа лунного календаря. Результатом работы стал так называемый календарь годов Тэмпо (яп. 天保暦 тэмпо рэки), который использовался вплоть до 1872 года, когда в Японии был принят григорианский календарь.

## Сравнительная таблица
Ниже представлена таблица соответствия японского традиционного и европейского летосчисления. В скобках к номеру года японской эры указано название соответствующего года из 60-летнего цикла китайской системы гань-чжи. Японские месяцы традиционно названы лунами.
| 1-й год Тэмпо (Металлический Тигр)   | 1-я луна*       | 2-я луна*             | 3-я луна  | 3-я луна* (високосная) | 4-я луна               | 5-я луна* | 6-я луна*  | 7-я луна               | 8-я луна    | 9-я луна*             | 10-я луна  | 11-я луна              | 12-я луна      |
| ------------------------------------ | --------------- | --------------------- | --------- | ---------------------- | ---------------------- | --------- | ---------- | ---------------------- | ----------- | --------------------- | ---------- | ---------------------- | -------------- |
| Григорианский календарь              | 25 января 1830  | 23 февраля            | 24 марта  | 23 апреля              | 22 мая                 | 21 июня   | 20 июля    | 18 августа             | 17 сентября | 17 октября            | 15 ноября  | 15 декабря             | 14 января 1831 |
| Юлианский календарь                  | 13 января 1830  | 11 февраля            | 12 марта  | 11 апреля              | 10 мая                 | 9 июня    | 8 июля     | 6 августа              | 5 сентября  | 5 октября             | 3 ноября   | 3 декабря              | 2 января 1831  |
| 2-й год Тэмпо (Металлический Кролик) | 1-я луна*       | 2-я луна              | 3-я луна* | 4-я луна*              | 5-я луна*              | 6-я луна  | 7-я луна*  | 8-я луна               | 9-я луна*   | 10-я луна             | 11-я луна  | 12-я луна              |                |
| Григорианский календарь              | 13 февраля 1831 | 14 марта              | 13 апреля | 12 мая                 | 10 июня                | 9 июля    | 8 августа  | 6 сентября             | 6 октября   | 4 ноября              | 4 декабря  | 3 января 1832          |                |
| Юлианский календарь                  | 1 февраля 1831  | 2 марта               | 1 апреля  | 30 апреля              | 29 мая                 | 27 июня   | 27 июля    | 25 августа             | 24 сентября | 23 октября            | 22 ноября  | 22 декабря             |                |
| 3-й год Тэмпо (Водяной Дракон)       | 1-я луна        | 2-я луна*             | 3-я луна  | 4-я луна*              | 5-я луна*              | 6-я луна* | 7-я луна   | 8-я луна*              | 9-я луна    | 10-я луна*            | 11-я луна  | 11-я луна (високосная) | 12-я луна      |
| Григорианский календарь              | 2 февраля 1832  | 3 марта               | 1 апреля  | 1 мая                  | 30 мая                 | 28 июня   | 27 июля    | 26 августа             | 24 сентября | 24 октября            | 22 ноября  | 22 декабря             | 21 января 1833 |
| Юлианский календарь                  | 21 января 1832  | 20 февраля            | 20 марта  | 19 апреля              | 18 мая                 | 16 июня   | 15 июля    | 14 августа             | 12 сентября | 12 октября            | 10 ноября  | 10 декабря             | 9 января 1833  |
| 4-й год Тэмпо (Водяная Змея)         | 1-я луна*       | 2-я луна              | 3-я луна* | 4-я луна               | 5-я луна*              | 6-я луна* | 7-я луна   | 8-я луна*              | 9-я луна    | 10-я луна*            | 11-я луна  | 12-я луна              |                |
| Григорианский календарь              | 20 февраля 1833 | 21 марта              | 20 апреля | 19 мая                 | 18 июня                | 17 июля   | 15 августа | 14 сентября            | 13 октября  | 12 ноября             | 11 декабря | 10 января 1834         |                |
| Юлианский календарь                  | 8 февраля 1833  | 9 марта               | 8 апреля  | 7 мая                  | 6 июня                 | 5 июля    | 3 августа  | 2 сентября             | 1 октября   | 31 октября            | 29 ноября  | 29 декабря             |                |
| 5-й год Тэмпо (Деревянная Лошадь)    | 1-я луна*       | 2-я луна              | 3-я луна  | 4-я луна*              | 5-я луна               | 6-я луна* | 7-я луна*  | 8-я луна               | 9-я луна*   | 10-я луна             | 11-я луна* | 12-я луна              |                |
| Григорианский календарь              | 9 февраля 1834  | 10 марта              | 9 апреля  | 9 мая                  | 7 июня                 | 7 июля    | 5 августа  | 3 сентября             | 3 октября   | 1 ноября              | 1 декабря  | 30 декабря             |                |
| Юлианский календарь                  | 28 января 1834  | 26 февраля            | 28 марта  | 27 апреля              | 26 мая                 | 25 июня   | 24 июля    | 22 августа             | 21 сентября | 20 октября            | 19 ноября  | 18 декабря             |                |
| 6-й год Тэмпо (Деревянная Коза)      | 1-я луна*       | 2-я луна              | 3-я луна  | 4-я луна*              | 5-я луна               | 6-я луна  | 7-я луна*  | 7-я луна* (високосная) | 8-я луна    | 9-я луна*             | 10-я луна  | 11-я луна*             | 12-я луна      |
| Григорианский календарь              | 29 января 1835  | 27 февраля            | 29 марта  | 28 апреля              | 27 мая                 | 26 июня   | 26 июля    | 24 августа             | 22 сентября | 22 октября            | 20 ноября  | 20 декабря             | 18 января 1836 |
| Юлианский календарь                  | 17 января 1835  | 15 февраля            | 17 марта  | 16 апреля              | 15 мая                 | 14 июня   | 14 июля    | 12 августа             | 10 сентября | 10 октября            | 8 ноября   | 8 декабря              | 6 января 1836  |
| 7-й год Тэмпо (Огненная Обезьяна)    | 1-я луна*       | 2-я луна              | 3-я луна* | 4-я луна               | 5-я луна               | 6-я луна* | 7-я луна   | 8-я луна*              | 9-я луна    | 10-я луна*            | 11-я луна  | 12-я луна*             |                |
| Григорианский календарь              | 17 февраля 1836 | 17 марта              | 16 апреля | 15 мая                 | 14 июня                | 14 июля   | 12 августа | 11 сентября            | 10 октября  | 9 ноября              | 8 декабря  |                        |                |
| Юлианский календарь                  | 5 февраля 1836  | 5 марта               | 4 апреля  | 3 мая                  | 2 июня                 | 2 июля    | 31 июля    | 30 августа             | 28 сентября | 28 октября            | 26 ноября  | 26 декабря             |                |
| 8-й год Тэмпо (Огненный Петух)       | 1-я луна        | 2-я луна*             | 3-я луна  | 4-я луна*              | 5-я луна               | 6-я луна* | 7-я луна   | 8-я луна               | 9-я луна*   | 10-я луна             | 11-я луна* | 12-я луна              |                |
| Григорианский календарь              | 5 февраля 1837  | 7 марта               | 5 апреля  | 5 мая                  | 3 июня                 | 3 июля    | 1 августа  | 31 августа             | 30 сентября | 29 октября            | 28 ноября  | 27 декабря             |                |
| Юлианский календарь                  | 24 января 1837  | 23 февраля            | 24 марта  | 23 апреля              | 22 мая                 | 21 июня   | 20 июля    | 19 августа             | 18 сентября | 17 октября            | 16 ноября  | 15 декабря             |                |
| 9-й год Тэмпо (Земляная Собака)      | 1-я луна*       | 2-я луна              | 3-я луна* | 4-я луна               | 4-я луна* (високосная) | 5-я луна* | 6-я луна   | 7-я луна               | 8-я луна*   | 9-я луна              | 10-я луна  | 11-я луна*             | 12-я луна      |
| Григорианский календарь              | 26 января 1838  | 24 февраля            | 26 марта  | 24 апреля              | 24 мая                 | 22 июня   | 21 июля    | 20 августа             | 19 сентября | 18 октября            | 17 ноября  | 17 декабря             | 15 января 1839 |
| Юлианский календарь                  | 14 января 1838  | 12 февраля            | 14 марта  | 12 апреля              | 12 мая                 | 10 июня   | 9 июля     | 8 августа              | 7 сентября  | 6 октября             | 5 ноября   | 5 декабря              | 3 января 1839  |
| 10-й год Тэмпо (Земляная Свинья)     | 1-я луна*       | 2-я луна              | 3-я луна* | 4-я луна*              | 5-я луна               | 6-я луна* | 7-я луна   | 8-я луна*              | 9-я луна    | 10-я луна             | 11-я луна  | 12-я луна*             |                |
| Григорианский календарь              | 14 февраля 1839 | 15 марта              | 14 апреля | 13 мая                 | 11 июня                | 11 июля   | 9 августа  | 8 сентября             | 7 октября   | 6 ноября              | 6 декабря  | 5 января 1840          |                |
| Юлианский календарь                  | 2 февраля 1839  | 3 марта               | 2 апреля  | 1 мая                  | 30 мая                 | 29 июня   | 28 июля    | 27 августа             | 25 сентября | 25 октября            | 24 ноября  | 24 декабря             |                |
| 11-й год Тэмпо (Металлическая Крыса) | 1-я луна        | 2-я луна              | 3-я луна* | 4-я луна*              | 5-я луна*              | 6-я луна  | 7-я луна*  | 8-я луна               | 9-я луна*   | 10-я луна             | 11-я луна  | 12-я луна              |                |
| Григорианский календарь              | 3 февраля 1840  | 4 марта               | 3 апреля  | 2 мая                  | 31 мая                 | 29 июня   | 29 июля    | 27 августа             | 26 сентября | 25 октября            | 24 ноября  | 24 декабря             |                |
| Юлианский календарь                  | 22 января 1840  | 21 февраля            | 22 марта  | 20 апреля              | 19 мая                 | 17 июня   | 17 июля    | 15 августа             | 14 сентября | 13 октября            | 12 ноября  | 12 декабря             |                |
| 12-й год Тэмпо (Металлический Бык)   | 1-я луна*       | 1-я луна (високосная) | 2-я луна* | 3-я луна               | 4-я луна*              | 5-я луна* | 6-я луна   | 7-я луна*              | 8-я луна    | 9-я луна*             | 10-я луна  | 11-я луна              | 12-я луна*     |
| Григорианский календарь              | 23 января 1841  | 21 февраля            | 23 марта  | 21 апреля              | 21 мая                 | 19 июня   | 18 июля    | 17 августа             | 15 сентября | 15 октября            | 13 ноября  | 13 декабря             | 12 января 1842 |
| Юлианский календарь                  | 11 января 1841  | 9 февраля             | 11 марта  | 9 апреля               | 9 мая                  | 7 июня    | 6 июля     | 5 августа              | 3 сентября  | 3 октября             | 1 ноября   | 1 декабря              | 31 декабря     |
| 13-й год Тэмпо (Водяной Тигр)        | 1-я луна        | 2-я луна              | 3-я луна* | 4-я луна               | 5-я луна*              | 6-я луна* | 7-я луна   | 8-я луна*              | 9-я луна    | 10-я луна*            | 11-я луна  | 12-я луна*             |                |
| Григорианский календарь              | 10 февраля 1842 | 12 марта              | 11 апреля | 10 мая                 | 9 июня                 | 8 июля    | 6 августа  | 5 сентября             | 4 октября   | 3 ноября              | 2 декабря  | 1 января 1843          |                |
| Юлианский календарь                  | 29 января 1842  | 28 февраля            | 30 марта  | 28 апреля              | 28 мая                 | 26 июня   | 25 июля    | 24 августа             | 22 сентября | 22 октября            | 20 ноября  | 20 декабря             |                |
| 14-й год Тэмпо (Водяной Кролик)      | 1-я луна        | 2-я луна              | 3-я луна  | 4-я луна*              | 5-я луна               | 6-я луна* | 7-я луна*  | 8-я луна               | 9-я луна*   | 9-я луна (високосная) | 10-я луна* | 11-я луна              | 12-я луна*     |
| Григорианский календарь              | 30 января 1843  | 1 марта               | 31 марта  | 30 апреля              | 29 мая                 | 28 июня   | 27 июля    | 25 августа             | 24 сентября | 23 октября            | 22 ноября  | 21 декабря             | 20 января 1844 |
| Юлианский календарь                  | 18 января 1843  | 17 февраля            | 19 марта  | 18 апреля              | 17 мая                 | 16 июня   | 15 июля    | 13 августа             | 12 сентября | 11 октября            | 10 ноября  | 9 декабря              | 8 января 1844  |
| 15-й год Тэмпо (Деревянный Дракон)   | 1-я луна        | 2-я луна              | 3-я луна* | 4-я луна               | 5-я луна*              | 6-я луна  | 7-я луна*  | 8-я луна               | 9-я луна*   | 10-я луна             | 11-я луна* | 12-я луна              |                |
| Григорианский календарь              | 18 февраля 1844 | 19 марта              | 18 апреля | 17 мая                 | 16 июня                | 15 июля   | 14 августа | 12 сентября            | 12 октября  | 10 ноября             | 10 декабря | 8 января 1845          |                |
| Юлианский календарь                  | 6 февраля 1844  | 7 марта               | 6 апреля  | 5 мая                  | 4 июня                 | 3 июля    | 2 августа  | 31 августа             | 30 сентября | 29 октября            | 28 ноября  | 27 декабря             |                |

* звёздочкой отмечены короткие месяцы (луны) продолжительностью 29 дней. Остальные месяцы длятся 30 дней.